# Evasión fiscal
La evasión fiscal o evasión de impuestos, conocida también como  fraude fiscal, es toda conducta punible e ilícita en la que incurren personas o entidades jurídicas, llámese a estos contribuyentes, de manera dolosa o culposa, y que tiene lugar cuando el contribuyente oculta u omite ingresos y bienes a las Administraciones Tributarias, o cuando sobrevalora conceptos deducibles, con el único fin de reducir el pago de una obligación tributaria (impuestos) con respecto a lo que legalmente les correspondería.  
Cuando supera una cierta cuantía, se considera delito fiscal, pudiéndose sancionar con penas privativas de libertad, mientras que los fraudes de menor cuantía se tramitan como infracción administrativa, sancionándose con multas.

## Conceptos relacionados
Un concepto muy relacionado con el de evasión fiscal es el de elusión fiscal. A diferencia de la evasión, la elusión fiscal hace uso de estratagemas en principio legales para reducir o evitar el pago de impuestos, pero que igualmente pervierten y perjudican el propósito del sistema tributario, al aprovechar resquicios no previstos o no solucionados por este. En ocasiones el término «evasión fiscal» se emplea de manera genérica para referirse a ambas prácticas (elusión y evasión).
Se conoce como dinero negro todo aquel que ha evadido el pago de gravámenes fiscales. Son ganancias obtenidas en actividades ilegales o legales, pero que se evita declararlas a Hacienda para evadir los impuestos. Se intenta mantenerlo en efectivo, y no ingresarlo en entidades financieras, para que no figure registrado en los movimientos bancarios y el Estado no tenga conocimiento de su existencia.[cita requerida]

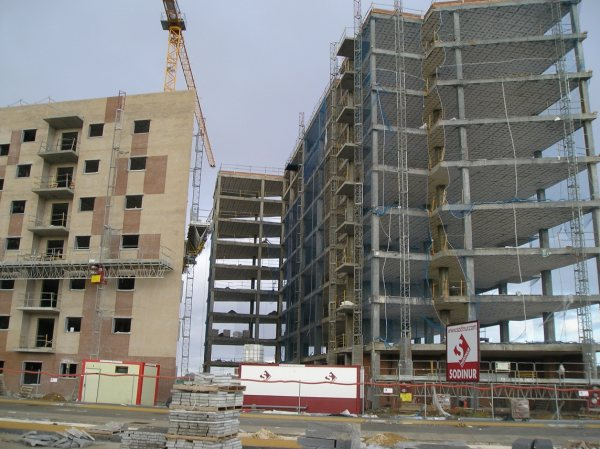
La construcción, uno de los sectores con mayores índices de economía sumergida.

Una parte importante de la evasión fiscal se produce en el contexto de la economía sumergida o economía informal. Esta engloba toda una serie de conductas irregulares entre las que se encuentran no sólo el impago de impuestos o fraude fiscal, sino también el impago de cotizaciones a la Seguridad Social, el incumplimiento de las normas laborales, el incumplimiento de procedimientos administrativos o la corrupción. De la economía sumergida también forman parte las actividades ilícitas por su propia naturaleza (tráfico de drogas, prostitución, tráfico de armas y todo tipo de delincuencia, especialmente la delincuencia organizada), que tienen como consecuencia inevitable algún tipo de fraude fiscal que se convierte en muchas ocasiones en el único delito que el acusador público (fiscalía) consigue demostrar y con el que detener a los delincuentes. El caso más conocido popularmente es el de Al Capone, líder de la mafia de Chicago en la década de 1930, a quien, a pesar de ser notorio que era responsable de todo tipo de delitos graves (incluyendo asesinatos), solo se le pudo condenar por los delitos relacionados con fraude fiscal.

## Magnitud

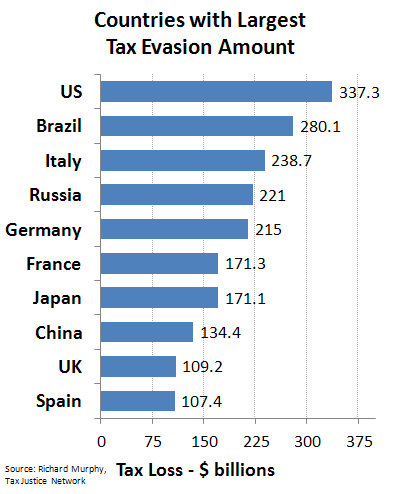
Niveles de fraude fiscal para los diez países más afectados (en valor absoluto) según el economista Richard Murphy.

La evasión fiscal es sin duda casi tan antigua como los impuestos, pero en tiempos modernos se ha vuelto más fácil debido a la globalización, la creciente complejidad de las finanzas internacionales, el secreto bancario y el progreso de la informática.
Aunque debido a su naturaleza clandestina es difícil estimar la magnitud de este fenómeno, se calcula que, a nivel mundial, el dinero ocultado a la supervisión fiscal asciende a entre 21 y 32 billones de dólares, equivalente al PIB de los Estados Unidos, Japón y Alemania combinados. Para las arcas públicas la pérdida que esto supone en forma de impuestos sería cercana a los 3 billones de dólares (el 5% del PIB mundial, o el 18% de los impuestos recaudados globalmente).
En 2012, el conjunto de la Unión Europea perdió debido a la evasión fiscal alrededor de 1 billón de euros en ingresos, un recurso financiero equiparable a todo el PIB anual de un país como España.

## Consecuencias
Como principales consecuencias de la evasión y elusión fiscal para las economías y sociedades de todo el mundo pueden destacarse las siguientes:
- Debilita y empobrece al Estado, afectando a la calidad de los servicios públicos y los recursos a ellos asignados.
- Incrementa el esfuerzo fiscal que deben soportar los ciudadanos corrientes o las PYMES.
- Deteriora los objetivos de redistribución de la riqueza previstos por la legislación.
- Crea situaciones de competencia desleal entre operadores económicos que pagan impuestos y quienes los evaden.
- Deteriora la confianza de la ciudadanía con el Estado.
- No se alcanza a cubrir el gasto público, esto causando que el gasto público no alcance a cubrir necesidades básicas y la economía se frena.

Aunque el incumplimiento fiscal genera perjuicios en casi todos los países, y en términos absolutos es en los países desarrollados donde mayores volúmenes alcanza, sus efectos relativos son aún más dañinos en los países con menos recursos. Un estudio de Oxfam Intermón estima que cada año los países en desarrollo pierden de recaudar al menos 100,000 millones de dólares (la mitad de ellos en África) por abusos fiscales de grandes transnacionales, tanto por la evasión y elusión fiscal como por los incentivos discrecionales concedidos a algunas grandes empresas.
La evasión y elusión fiscal de las grandes corporaciones tiene un coste en vidas humanas y amenaza la capacidad de los Estados a la hora de poner en marcha políticas que reduzcan la desigualdad, luchen contra la pobreza y garanticen la dignidad de las personas.

## Métodos de evasión fiscal
Hay prácticas que constituyen directamente fraude fiscal; son aquellas que deliberadamente ocultan al fisco el hecho tributable. Entre ellas están el trabajo en negro, el facturar sin IVA, declarar más gastos de explotación de los reales (usando por ejemplo facturas falsas, o incluyendo gastos ajenos a la actividad de la empresa), declarar menos ingresos de los reales (ocultándolos por ejemplo a través de sociedades en paraísos fiscales, o haciendo parte de sus cobros en b, sin factura), etc. 
Otras veces, mediante técnicas de ingeniería fiscal, personas o empresas utilizan vacíos o inconcreciones en la legislación para evitar pagar impuestos, de manera pretendidamente legal. Estas prácticas de elusión fiscal acaban teniendo en ocasiones la consideración de fraude o evasión, constituyendo entonces un delito, algo que puede depender del país, la legislación aplicable en ese momento, o la interpretación de la autoridad fiscal que lo examine.
Por último, a mucha menor escala, existen ciudadanos o grupos ideológicos que ejercen abiertamente la desobediencia o resistencia fiscal, una manera de protestar frente a unos impuestos que consideran que el Estado malgasta o utiliza para fines poco éticos.

## Lucha contra el fraude fiscal
Como problema económico de primer orden que es, la evasión y elusión fiscal son perseguidas principalmente desde instituciones públicas del ámbito fiscal o económico, tanto nacionales como internacionales. Paralelamente, existen también iniciativas de ciudadanos individuales o de grupos civiles que han logrado destapar redes de evasión fiscal con miles de beneficiarios.

### Acción institucional
- Nivel nacional: los gobiernos y, en especial, las agencias tributarias que de ellos dependen, combaten con más o menos éxito el fraude fiscal a través de distintas vías:

       - Inspección: labor regular de revisión e investigación de contribuyentes en busca de posibles irregularidades en sus declaraciones.
       - Legislación: a través de leyes y normas tributarias dirigidas a dificultar la evasión y elusión fiscales.
       - Concienciación: estrategias de comunicación para concienciar a la ciudadanía sobre la importancia de cumplir con el fisco.
       - Incentivación de la denuncia: algunos gobiernos ofrecen recompensas económicas a cualquier ciudadano que destape un caso de fraude fiscal.
       - Amnistía fiscal: un mecanismo no exento de polémica que a veces usan algunos gobiernos para incentivar el afloramiento de bolsas de dinero oculto, que vuelven así a la economía regular tras pagar una tributación reducida. 
- Nivel internacional: dado que buena parte de la evasión y la elusión fiscal se produce a través de mecanismos financieros que involucran a diversos países, incluidos paraísos fiscales, es imprescindible una acción coordinada internacionalmente para atajar el problema. Entre las iniciativas establecidas a este nivel destacan:

       - Proyecto BEPS, de la OCDE: puesto en marcha en 2013, este proyecto ha propuesto un paquete de 15 medidas destinadas a poner coto al fraude fiscal internacional. Hasta abril de 2017, 96 países han suscrito el compromiso para aplicar las medidas.
       - Paquete de lucha contra la elusión fiscal, de la Unión Europea: basada en las mencionadas recomendaciones de la OCDE, este paquete es un conjunto de iniciativas legislativas y no legislativas de la UE destinadas a reforzar la normativa contra la elusión fiscal de las empresas.

### Activismo civil
Algunos de los casos más sonados de evasión fiscal se destaparon no a partir de investigaciones de agencias tributarias u otras instituciones públicas, sino a partir de iniciativas particulares que, sacando a la luz documentos mantenidos en secreto por bancos o despachos/estudios jurídicos, revelaron la identidad y la actividad de numerosos individuos y empresas que mantenían cuentas o sociedades fantasma en paraísos fiscales. Entre los casos más conocidos de esta forma de activismo civil contra el fraude se pueden mencionar los siguientes (se indica el año entre paréntesis):
- Lista Falciani (2010)
- Luxemburgo Leaks (2014)
- Swiss Leaks (2015)
- Football Leaks (2016)
- Papeles de Panamá (2016)
- Papeles del Paraíso (2017)
- Papeles de Pandora (2021)

## Casos conocidos

### Personas
Existen numerosos casos de fraude entre personalidades del deporte y del espectáculo, así como políticos y empresarios. Parte de ellos fueron descubiertos a raíz de las mencionadas filtraciones de datos, como la Lista Falciani, los Papeles de Panamá y otras (en cuyos artículos se pueden consultar los nombres específicos).

### Empresas
Se ha constatado que la elusión y/o la evasión fiscal, aunque puede ocurrir en todo tipo de empresas, es más habitual entre las de gran tamaño. Se señalan a continuación algunos casos destacados de grandes multinacionales:
Apple (13 000 millones de euros de multa impuesta por la Comisión Europea en 2016, por impuestos no pagados en Irlanda entre 2003 y 2014),
Amazon (250 millones de euros de multa impuesta por la Comisión Europea en 2017),
Google (170 millones de euros de multa impuesta por Reino Unido en 2016),
Starbucks (entre 20 y 30 millones de euros de multa impuesta por la Comisión Europea en 2015),
Las entidades bancarias suizas Credit Suisse, HSBC y UBS (2.300, 1.900 y 770 millones de euros de multa respectivamente, impuestas por EE. UU por evadir o ayudar a clientes a evadir impuestos o a lavar dinero),
Deutsche Bank (12.400 millones de euros de multa impuestos por EE. UU por fraude a entidades hipotecarias),
Dolce & Gabbana (condenados por evasión de 200 millones de euros).
Otros casos bajo investigación en la actualidad (enero de 2018) por prácticas de elusión fiscal posiblemente constitutivas de delito incluyen a multinacionales como IKEA, McDonald's, Inditex, Google, y otras que salieron a la luz mayormente con el escándalo del Luxemburgo Leaks en 2014.

### Listados públicos
En algunos países el gobierno puede tomar la medida de publicar un listado de grandes defraudadores, como una forma de presionarles para saldar su deuda. Tal es el caso de España, donde desde 2015 la agencia tributaria publica un listado de contribuyentes con deudas o sanciones tributarias de más de un millón de euros. En 2016 la lista contaba con 4,549 nombres. Del total, 336 son personas físicas y el resto jurídicas o empresas. El importe total adeudado fue de 15400 millones de euros. La medida ha dado como resultado recuperar, desde su aplicación, miles de millones de euros de deuda pendiente.

## Fraude fiscal en España
Según un estudio de técnicos del Ministerio de Hacienda español en el año 2011, el fraude total en este país ascendería a 59,515 millones de euros, de los cuales un 71,8 % corresponde a grandes empresas, y el resto a PYMES y autónomos. A título comparativo, los ingresos fiscales del Estado ese mismo año fueron 161,154 millones de euros. Otros estudios de estos últimos años calculan el montante evadido en cifras que van de los 40,000 a los 72,700 millones de euros.
Es un dato llamativo que 34 de las 35 empresas del IBEX35 tienen presencia en paraísos fiscales, contabilizando un total de 810 filiales en 2013, lo que significa un incremento del 44% con respecto a 2012. La inversión española hacia paraísos fiscales creció en un 205% entre 2013 y 2014. En 2020 todavía operan 10 empresas del IBEX-35.
Según la AEAT, el tipo efectivo que pagaron las grandes empresas en 2013 fue de 5,3% mientras que el de las PYMES fue el del 16%. Si la presión fiscal efectiva de las grandes empresas hubiera sido al menos como la de las PYMES, podrían haberse recaudado 8.227 millones de euros adicionales.
Otro dato importante es el de la economía sumergida en España. Esta —que, por definición, se mantiene al margen de la recaudación tributaria— se estima según distintas fuentes en torno al 20-25% de la actividad económica total del país, lo que supone dejar de ingresar al Estado cerca de 80.000 millones de euros anuales (aproximadamente un 7% del PIB), sumando impuestos y cotizaciones sociales. Dicho porcentaje de economía sumergida se sitúa por encima de la media de los países de la OCDE, que es del 17,4 %. Entre los sectores con mayor nivel de economía sumergida destacan la construcción, la hostelería y el pequeño comercio.
El Ministerio de Hacienda español, a través de su Agencia Tributaria, tiene entre sus funciones principales la persecución del fraude fiscal. En 2016 consiguió detectar un total de 14.883 millones de euros por las actuaciones de sus inspectores o a cuenta de investigaciones o registros para localizar impagos. Cabe señalar que una parte significativa (superior a un tercio) del fraude fiscal detectado no llega finalmente a cobrarse —es lo que el fisco denomina "cancelación de deuda sin ingreso"—, debido a causas como la anulación judicial de liquidaciones tributarias, las insolvencias de los deudores y la prescripción.
Según  el sindicato de técnicos de Hacienda Gestha, los resultados logrados por la AEAT en los años de 2012 a 2015 apenas representaron el 20% de la evasión estimada, si bien reconocen una mejora respecto del cuatrienio anterior, que fue de poco más del 11%. Los mismos técnicos señalan que España es uno de los países de la OCDE que menos recursos dedica a la lucha contra el fraude; el presupuesto de la agencia tributaria (1.370 millones de euros en 2016) es un 0,11% del PIB —la mitad que países como Alemania, Portugal o Reino Unido—, y aseguran que un aumento de la plantilla generaría más ingresos que gasto para el Estado.
Numerosas personalidades, actores, deportistas, políticos, y celebridades de nacionalidad española fueron señalados como defraudadores, al publicarse en 2016 la lista de personas relacionadas con empresas que evadían impuestos al ubicarse en Panamá de manera instrumental. No hubo acuerdo sobre la amnistía fiscal entre el Gobierno de Mariano Rajoy y el Tribunal Constitucional.
| Fraude fiscal detectado en España entre 2010 y 2016 (en millones de euros) |
| -------------------------------------------------------------------------- |
|                                                                            |
| Fuente: Agencia Tributaria                                                 |
| Gráfica elaborada por: Wikipedia                                           |

### Tratamiento penal
El artículo 305 del Código Penal español califica como delito de fraude fiscal, la acción u omisión de eludir el pago de tributos, cantidades retenidas o que se hubiesen debido retener o disfrutar indebidamente de beneficios fiscales, siempre y cuando se superen los 120.000 euros.
Es decir, si hablamos de una cantidad inferior a los 120.000 euros estaríamos hablando de una infracción administrativa, con su correspondiente multa e intereses de demora. Cuando se superan dichas cantidades entramos en el ámbito de lo penal, con sus correspondientes penas de privación de libertad.
En los casos de elusión fiscal, los Tribunales habrán de considerar si estamos ante una auténtica economía de opción (un uso correcto de las distintas posibilidades fiscales, también conocido como ingeniería fiscal) o ante un caso de fraude de ley, un aprovechamiento ilícito del marco legal.

## Fraude fiscal en Venezuela
El control de cambio vigente en Venezuela a partir de 2003, manejado por Cadivi ha hecho que se desaten numerosos casos de fraude fiscal, corrupción y mal uso del sistema. Como consecuencia, se han perdido una gran cantidad de divisas otorgadas a empresas que no declaraban ni pagaban los impuestos a la Agencia Tributaria Seniat. De hecho, se ha afirmado en distintas ocasiones que una de las causas de la crisis económica, es dicho fraude y corrupción ocasionado por este sistema de divisas. En 2012 el ministro , de Planificación y Finanzas, Jorge Giordani admitió que se habrían perdido alrededor de 25.000.000.000 $, aumentando así la deuda en el país.

## Delitos en los países
En distintos países se han detectado casos de delitos fiscales vinculados a estructuras empresariales, políticas o deportivas:
- En **Argentina**, durante 2024 se inició una investigación por presunto lavado de dinero y evasión fiscal asociada a la organización de la Maratón de Buenos Aires. Se acusa a Ricardo Roa, editor general del diario ‘Clarín’, y a su hijo, Ruy Diego Roa, de transformar la Fundación Ñandú —una entidad sin fines de lucro— en una sociedad con fines de lucro para la gestión de carreras populares. A través de la empresa Ticketear S.A., habrían recaudado más de 2 000 millones de pesos sin licitación pública, usando infraestructura estatal gratuita. La UIF (Unidad de Información Financiera) presentó denuncias ante la justicia federal.[41][42]

- En **España**, desde 2015 la Agencia Tributaria publica una lista de grandes deudores (deudores superiores a 1 millón de €). En 2016 a esa lista pertenecían 4 549 contribuyentes (336 personas físicas), con una deuda total de más de 15 400 millones de €.[43][44]

- En **Estados Unidos**, las filtraciones conocidas como *FinCEN Files* revelaron que varios bancos—entre ellos HSBC, Standard Chartered y Deutsche Bank—facilitaron transacciones sospechosas por miles de millones de dólares, a pesar de estar al tanto de posibles riesgos fiscales.[45][46]

- En **Malasia**, el escándalo del fondo 1MDB, por el cual se desviaron más de 4 500 millones de dólares, involucró a bancos internacionales como JPMorgan, lo que desencadenó investigaciones fiscales y penales a nivel global.

Estos ejemplos ponen de manifiesto que la evasión y el fraude fiscal no solo generan perjuicios económicos, sino que también erosionan la confianza pública y facilitan la impunidad cuando existen vínculos con estructuras empresariales o políticas poderosas.